# Randy Credico
Randy Credico (Nueva York, 5 de julio de 1954) es un comediante político estadounidense, y también un destacado activista por la defensa de los derechos humanos, Director de la Fundación William Moses Kunstler Fund for Racial Justice. Una vez alcanzada cierta notoriedad en el circuito cómico, que incluyó su aparición en el célebre programa televisivo Tonight Show a la edad de 27 años, comenzó una campaña contra las leyes antidroga Rockefeller del estado de Nueva York, por encontrarlas excesivas, y cuya implementación acabaría afectando desproporcionadamente a las clases de menores recursos, y a las minorías raciales.
Credico pasó cuatro años en Tulia, estado de Texas, convocando la atención de la opinión pública de todo el país sobre un caso de arresto masivo por drogas con un evidente sesgo racista. La Fundación Kunstler produjo un film documental sobre el caso, que fue galardonado: "Tulia, Texas: Scenes from the drug war" ("Tulia, Texas: Escenas de la guerra antidroga"), escrito, dirigido y editado por Emily y Sarah Kunstler.
Credico es también el tema principal de la película Sixty Spins Around the Sun ("Sesenta vueltas alrededor del sol"), dirigida por la comediante Laura Kightlinger. Acusado de haber imitado la voz del asesor político Roger Stone durante una llamada telefónica de acoso al padre del gobernador del estado de NY, Elliot Spitzer (que acabó costándole el puesto a Stone, por decisión del senador Joe Bruno), sin embargo, Credico demostró su inocencia al comprobarse que se encontraba en Buenos Aires, Argentina, el día de la llamada apócrifa.
http://www.nydailynews.com/blogs/dailypolitics/2007/08/the_credico_connection.html
Credico fue incluido en el álbum cómico de 1988 "Strange Bedfellows: Comedy and Politics" ("Extraños compañeros de cama: Comedia y Política"), junto con Jimmy Tingle, Barry Crimmins, y Wil Durst.
Credico produjo, dirigió y escribió el programa de radio "60 Mimics" ("60 Muecas").